# Рибейру, Мария
Мари́я до А́марал Рибе́йру-Блат (порт. Maria do Amaral Ribeiro-Blat; 9 ноября 1975, Рио-де-Жанейро, Бразилия) — бразильская актриса и дизайнер по костюмам. Лауреат премии «Prêmio Qualidade» (2007) в номинации «Лучшая женская роль второго плана» за роль Розан из фильма «Элитный отряд».

## Биография
Мария до Амарал Рибейру родилась 9 ноября 1975 года в Рио-де-Жанейро (Бразилия) в семье Леонидио и Марины Рибейру, которые развелись вскоре после её рождения и её мать позже повторно вышла замуж за Пьерра Симоно.

## Карьера
Мария снимается в кино с 1994 года и в 2007 году она стала лауреатом премии «Prêmio Qualidade» (2007) в номинации «Лучшая женская роль второго плана» за роль Розан из фильма «Элитный отряд».
Также Рибейру выступила в качестве дизайнера по костюмам в 2005 году.

## Личная жизнь
В 2001—2005 годах Мария была замужем за актёром Пауло Бетти (род.1952). В этом браке Рибейру родила своего первого сына — Жуана Бетти (род.30.03.2003).
С 17 ноября 2007 года Мария замужем во второй раз за актёром Кайо Блатом (род.1980). В этом браке Рибейру родила своего второго сына — Бенто Блата (род.15.01.2010).